# Commercial off-the-shelf
| Sigles de 2 caractères   |
| Sigles de 3 caractères   |
| ► Sigles de 4 caractères |
| Sigles de 5 caractères   |
| Sigles de 6 caractères   |
| Sigles de 7 caractères   |
| Sigles de 8 caractères   |

Un produit COTS (sigle de l'anglais commercial off-the-shelf, « vendu sur étagère ») est tout produit fabriqué en série et disponible dans le commerce, non réalisé pour un projet en particulier.